# ミオミール・ブコブラトビッチ
ミオミール・ブコブラトビッチ（Miomir Vukobratović、Serbian Cyrillic: Миомир Вукобратовић、1931年10月1日 – 2012年3月11日）はセルビアのロボット研究者。二足歩行において重要な概念となるゼロモーメントポイントを世界で初めて提唱した。ミハイロ・ピューピン研究所において、ロボティクス・FA研究所、ロボティクス研究所でディレクターを歴任。1等聖サヴァ勲章受章者、エンゲルバーガー賞（教育部門）受賞者。

## 来歴・人物
ベオグラード大学機械工学科において、1957年に学士号、1964年にPh.Dを取得する。
1968年からユーゴスラビア社会主義連邦共和国のコンピュータを設計製造していたミハイロ・ピューピン研究所において、生物力学科長や、ロボティクス・FA研究所ディレクター、ロボティクス研究所ディレクターを歴任する。
ブコブラトビッチは主にロボットの動力学の研究に従事し、パワードスーツのような歩行補助の機器を開発していた。マニピュレータの動力学に加え、歩行ロボットのモデリングと制御について研究を進めた（#著書の節も参照）。1970年にはゼロモーメントポイントを世界で初めて提唱する。
日本のロボット研究者である早稲田大学の加藤一郎教授と親交があり、加藤研究室によりゼロモーメントポイント規範制御による二足動歩行が実現されている。なお、日本のロボット研究者からは「ブコさん」と呼ばれ、梶田秀司によると、「研究の議論となれば若造であろうと容赦しない厳しさ」と「暖かな包容力」を備えていたという。
1972年にはソ連科学アカデミーMashinovedeniya研究所からD.Sc.を授与されている。また、「能動機構学」も提唱した。2012年3月にベオグラードで死去。

## 主な受賞歴
（受賞）
- 1976年 - 7月7日賞[注釈 3]（セルビア）
- 1979年 - 10月賞[注釈 4]（ベオグラード）
- 1982年 - AVNOJ賞[注釈 5]（ユーゴスラビア）
- 1996年 - エンゲルバーガー賞 教育部門（国際ロボット連盟（英語版）(ISR)）[10]
- 2002年 - The Karic Brothers Award[11]

（栄典）
- 1994年 - 1等聖サヴァ勲章[注釈 6]（セルビア正教会）

（名誉教授・会員）
- 1994年 - セルビア科学芸術アカデミー技術科学部門会員[注釈 7]
- 1994年 - ハルビン工業大学名誉教授（中国）
- 1994年 - 極東技術大学名誉教授（ロシア）

（名誉博士）
- モスクワ大学[注釈 8]
- ノヴィ・サド大学（英語版）（セルビア）
- ティミショアラ技術大学（英語版）（ルーマニア）

## 主な著作

### 著書
- ミオミール・ブコブラトビッチ 著、加藤一郎、山口忠 訳 編『歩行ロボットと人工の足』日刊工業新聞社、1975年。ISBN 978-4526008023。
- ミオミール・ブコブラトビッチ 著、加藤一郎 監訳 編『ロボットの手―力学と運動』日刊工業新聞社、1979年8月。ISBN 978-4526010750。
- M. ブコブラトビッチ、V. ポトコニャック 著、古田勝久 訳 編『ロボット工学の基礎―マニピュレータの動力学』シュプリンガー・フェアラーク東京、1986年1月。ISBN 978-4431705123。
- Miomir Vukobratović, B. Borovac, D. Surla, and D. Stokić (1990-4). Biped Locomotion ―Dynamics, Stability, Control and Application―. Springer-Verlag. ISBN 978-0387174563

### 論文
- Miomir Vukobratović and J. Stepanenko (1972). “On the Stability of Anthropomorphic Systems”. Mathematical Biosciences 15:  1-37.
- “Is Dynamic Control Needed in Robotic Systems, and, if So, to What Extent?”. The International Robotics Research 2 (2):  18-34. (1983).
- MIOMIR VUKOBRATOVIC´ and BRANISLAV BOROVAC (2004). “ZERO-MOMENT POINT — THIRTY FIVE YEARS OF ITS LIFE”. International Journal of Humanoid Robotics 1 (1):  157–173.